# Critics’ Choice Television Award/Vielversprechendste neue Serie
Der Critics’ Choice Television Award in der Kategorie Vielversprechendste neue Serie (Originalbezeichnung: Most Exciting New Series) ist eine der Auszeichnungen, die jährlich in den Vereinigten Staaten von der Broadcast Television Journalists Association, einem Verband von Fernsehkritikern, verliehen werden. Sie richtet sich an neue größtenteils bis dato unausgestrahlte Fernsehserien, die als „vielversprechend“ angesehen werden. Die Kategorie wurde 2011 ins Leben gerufen. Anders als bei den anderen Kategorien der Awards werden hier alle Nominierten ausgezeichnet.

## Geschichte und Rekorde
Während der letzten fünf Jahre hat die Broadcast Television Journalists Association eine Gesamtanzahl von 34 Awards in der Kategorie Vielversprechendste neue Serie verliehen. Die ersten Preisträger waren Alcatraz, Awake, Apartment 23, Falling Skies, New Girl, Ringer, Smash und Terra Nova, die bei den Critics’ Choice Television Awards 2011 ausgezeichnet wurden. Die bisher letzten Preisträger waren Atlanta, Better Things, Designated Survivor, The Good Place, One Mississippi, Pitch, This Is Us – Das ist Leben und Westworld, die bei den Critics’ Choice Television Awards 2016 geehrt wurden.
Die Anzahl der ausgewählten Serien variiert zwischen 5 (2012) und 8 (2011, seit 2015). Von den bisherigen 42 Preisträgern wurden acht Serien bereits nach der ersten und fünf weitere Serien nach der zweiten Staffel wieder eingestellt, darunter befindet sich auch die Miniserie Political Animals.

## Gewinner
Die unten aufgeführten Fernsehserien werden mit ihrem deutschen Ausstrahlungstitel (sofern ermittelbar) angegeben, danach folgt in Klammern in kursiver Schrift der fremdsprachige Originaltitel. Die Nennung des Originaltitels entfällt, wenn deutscher und fremdsprachiger Serientitel identisch sind. Da bei dieser Kategorie alle Nominierten automatisch ausgezeichnet werden, entfällt die Hervorhebung der Gewinner.
2011
- Alcatraz
- Awake
- Apartment 23 (Don’t Trust the B---- in Apartment 23)
- Falling Skies
- New Girl
- Ringer
- Smash
- Terra Nova

2012
- The Following
- The Mindy Project
- Nashville
- The Newsroom
- Political Animals

2013
- The Bridge – America (The Bridge)
- Marvel’s Agents of S.H.I.E.L.D.
- Masters of Sex
- The Michael J. Fox Show
- Ray Donovan
- Under the Dome

2014
- Extant
- Gotham
- Halt and Catch Fire
- The Leftovers
- Outlander
- Penny Dreadful
- The Strain

2015
- American Crime Story
- Aquarius
- Blindspot
- Minority Report
- The Muppets
- Scream Queens
- Supergirl
- UnREAL

Jan. 2016
- Atlanta
- Better Things
- Designated Survivor
- The Good Place
- One Mississippi
- Pitch
- This Is Us – Das ist Leben (This Is Us)
- Westworld